# 于伟国
于伟国（1955年10月—），山东省威海市文登区人，出生于江苏省苏州市太仓市。1973年1月参加工作，1975年10月加入中国共产党，大学学历。中华人民共和国政治人物。中国共产党第十八届中央委员会候补委员、十九届中央委员会委员。曾任福建省人民政府省長、中共福建省委书记、福建省人大常委会主任、全国人大环境与资源保护委员会副主任委员等职。现任全国人大华侨委员会主任委员。

## 经历
1973年1月，18岁的于伟国在江苏省太仓长江化工厂当工人，后为太仓布厂工人、干部、厂党支部副书记，1977年7月任太仓县城厢镇团委书记。1979年9月进入中国人民大学中文系中国文学专业学习。
1983年7月，大学毕业后被分配到中共中央书记处研究室工作，1985年12月任简报组副处级调研员。1987年10月调到中共中央文献研究室综合研究组任副处级调研员、鄧小平研究组生平研究小组副组长。1991年5月，到中共中央办公厅秘书局工作，1992年1月任正处长级秘书，1994年10月任副局级秘书（先后担任王震、丁关根的秘书）。
1995年8月，于伟国任福建省厦门市市长助理。1999年4月，任厦门市人民政府副市长同年11月升任中共厦门市委常委，2000年5月，担任中共厦门市委秘书长。2001年8月，改任中共厦门市委组织部长。2002年5月，升任中共厦门市委副书记，并继续担任市委组织部长。2005年1月，转任中共福建省委组织部常务副部长。2006年8月，任中共福建省委组织部长，并于同年11月升任中共福建省委常委，晋升副部级。2008年5月，兼任中共福建省委党校校长。2009年6月，调任中共厦门市委书记。2010年1月，兼任市人大常委会主任。2012年11月，当选中国共产党第十八届中央委员会候补委员。
2013年4月，于伟国升任中共福建省委副书记。2015年11月26日，任福建省人民政府副省长、代理省长。2016年1月15日，当选福建省人民政府省长，晋升正部级。2016年1月8日，福建省第十二届人大常委会第二十次会议补选为第十二届全国人民代表大会代表。
2017年10月，于伟国当选中国共产党第十九届中央委员会委员。10月28日，接替尤权任福建省委书记。2018年1月31日，福建省第十三届人民代表大会第一次会议选举于伟国为福建省人大常委会主任。2018年2月24日，当选为第十三届全国人大代表。2020年11月30日，不再担任中共福建省委书记。2020年12月，任全国人大环境与资源保护委员会副主任委员。2023年3月，他出任全国人大常委会委员、华侨委员会主任委员。